# Philippe Wambergue
Philippe Wambergue (Parijs, 10 maart 1948) is een Frans voormalig rallyrijder.

## Carrière

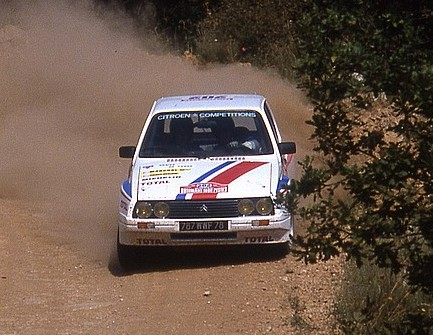
Wambergue actief voor Citroën tijdens een Franse rally in 1983

Philippe Wambergue debuteerde in 1967 in de rallysport. Hij maakte in de jaren tachtig onderdeel uit van het Citroën fabrieksteam die op dat moment voorzichtig hun intrede deed in het Wereldkampioenschap rally; eerst met de lichtgewicht Visa en in het seizoen 1986 met de opvallende maar tegelijkertijd onsuccesvolle BX 4TC. Een negende plaats tijdens de Acropolis Rally in 1983 werd zijn beste resultaat.
Wambergue heeft vervolgens nog deelgenomen aan de rallycross, waar hij in 1989 de Franse titel op zijn naam schreef. Ook maakte hij de uitstap naar langeafstandwedstrijden zoals de Parijs-Dakar rally, onder meer actief voor de fabrieksteams van Peugeot en Citroën. Hij eindigde derde in deze rally in 1994 en tweede in 1996.
Wambergue is tegenwoordig nog regelmatig te zien in rally's of demonstraties met historische auto's.

## Complete resultaten in het Wereldkampioenschap rally
| Gedetailleerde resultaten | Gedetailleerde resultaten              | Gedetailleerde resultaten | Gedetailleerde resultaten | Gedetailleerde resultaten | Gedetailleerde resultaten  | Gedetailleerde resultaten | Gedetailleerde resultaten | Gedetailleerde resultaten | Gedetailleerde resultaten |
| Seizoen                   | Rally                                  | Navigator                 | #                         | Inschrijving              | Auto                       | Gr.                       | Pos.                      | Punten                    | Pos. in WK                |
| ------------------------- | -------------------------------------- | ------------------------- | ------------------------- | ------------------------- | -------------------------- | ------------------------- | ------------------------- | ------------------------- | ------------------------- |
| 1982                      | 50ème Rallye Automobile de Monte-Carlo | Jean De Alexandris        |                           | Philippe Wambergue        | Matra Murena               |                           | NF                        | 0                         | -                         |
| 1983                      | 17º Rallye de Portugal Vinho do Porto  | Bernard Martin-Dondoz     | 27                        | Citroën Competitions      | Citroën Visa Chrono        | B                         | NF                        | 2                         | 49                        |
| 1983                      | 30th Acropolis Rally                   | Vincent Laverne           | 42                        | Citroën Competitions      | Citroën Visa Chrono        | B                         | 9                         | 2                         | 49                        |
| 1983                      | 39th Lombard RAC Rally                 | Jean De Alexandris        | 40                        | Citroën Competitions      | Citroën Visa Chrono        | B                         | NF                        | 2                         | 49                        |
| 1984                      | 32nd Marlboro Safari Rally             | Peter Tilbury             | 19                        | Davies Motor Co Ltd.      | Citroën Visa 1000 Pistes   | B                         | 18                        | 0                         | -                         |
| 1984                      | 34th 1000 Lakes Rally                  | Jean De Alexandris        | 16                        | Citroën Competitions      | Citroën Visa 1000 Pistes   | B                         | NF                        | 0                         | -                         |
| 1984                      | 26º Rallye Sanremo                     | Vincent Laverne           | 15                        | Citroën Competitions      | Citroën Visa 1000 Pistes   | B                         | NF                        | 0                         | -                         |
| 1984                      | 40th Lombard RAC Rally                 | Michel Vial               | 21                        | Mazda Rally Team Europe   | Mazda RX-7                 | B                         | NF                        | 0                         | -                         |
| 1985                      | 53ème Rallye Automobile de Monte-Carlo | Bernard Martin-Dondoz     | 14                        | Citroën Competitions      | Citroën Visa 1000 Pistes   | B                         | NF                        | 0                         | -                         |
| 1986                      | 54ème Rallye Automobile de Monte-Carlo | Jean-Bernard Vieu         | 17                        | Citroën Competitions      | Citroën BX 4TC             | B                         | NF                        | 0                         | -                         |
| 1986                      | 36th International Swedish Rally       | Jean-Bernard Vieu         | 11                        | Citroën Competitions      | Citroën BX 4TC             | B                         | NF                        | 0                         | -                         |
| 1986                      | 33rd Acropolis Rally                   | Jean-Bernard Vieu         | 17                        | Citroën Competitions      | Citroën BX 4TC             | B                         | NF                        | 0                         | -                         |
| 1990                      | 46th Lombard RAC Rally                 | Annick Peuvergne          | 46                        | Philippe Wambergue        | Peugeot 309 GTI            | N                         | NF                        | 0                         | -                         |
| 1991                      | 59ème Rallye Automobile de Monte-Carlo | Naud                      | 53                        | Philippe Wambergue        | Lancia Delta Integrale 16V | N                         | NF                        | 0                         | -                         |
| 1993                      | 49th Network Q RAC Rally               | Marie Latieule            | 29                        | Philippe Wambergue        | Subaru Legacy RS           | N                         | NF                        | 0                         | -                         |

| Seizoen | Inschrijving            | Auto                       | 1      | 2      | 3      | 4      | 5   | 6      | 7   | 8   | 9      | 10     | 11  | 12     | 13     | 14  | Pos. | Punten |
| ------- | ----------------------- | -------------------------- | ------ | ------ | ------ | ------ | --- | ------ | --- | --- | ------ | ------ | --- | ------ | ------ | --- | ---- | ------ |
| 1982    | Philippe Wambergue      | Matra Murena               | MON NF | ZWE    | POR    | KEN    | FRA | GRI    | NZL | BRA | FIN    | ITA    | IVK | GBR    |        |     | -    | 0      |
| 1983    | Citroën Competitions    | Citroën Visa Chrono        | MON    | ZWE    | POR NF | KEN    | FRA | GRI 9  | NZL | ARG | FIN    | ITA    | IVK | GBR NF |        |     | 49   | 2      |
| 1984    | Davies Motor Co Ltd.    | Citroën Visa 1000 Pistes   | MON    | ZWE    | POR    | KEN 18 | FRA | GRI    | NZL | ARG |        |        |     |        |        |     | -    | 0      |
| 1984    | Citroën Competitions    | Citroën Visa 1000 Pistes   |        |        |        |        |     |        |     |     | FIN NF | ITA NF | IVK |        |        |     | -    | 0      |
| 1984    | Mazda Rally Team Europe | Mazda RX-7                 |        |        |        |        |     |        |     |     |        |        |     | GBR NF |        |     | -    | 0      |
| 1985    | Citroën Competitions    | Citroën Visa 1000 Pistes   | MON NF | ZWE    | POR    | KEN    | FRA | GRI    | NZL | ARG | FIN    | ITA    | IVK | GBR    |        |     | -    | 0      |
| 1986    | Citroën Competitions    | Citroën BX 4TC             | MON NF | ZWE NF | POR    | KEN    | FRA | GRI NF | NZL | ARG | FIN    | ITA    | IVK | GBR    | VST    |     | -    | 0      |
| 1990    | Philippe Wambergue      | Peugeot 309 GTI            | MON    | POR    | KEN    | FRA    | GRI | NZL    | ARG | FIN | AUS    | ITA    | IVK | GBR NF |        |     | -    | 0      |
| 1991    | Philippe Wambergue      | Lancia Delta Integrale 16V | MON NF | ZWE    | POR    | KEN    | FRA | GRI    | NZL | ARG | FIN    | AUS    | ITA | IVK    | SPA    | GBR | -    | 0      |
| 1993    | Philippe Wambergue      | Subaru Legacy RS           | MON    | ZWE    | POR    | KEN    | FRA | GRI    | ARG | NZL | FIN    | AUS    | ITA | SPA    | GBR NF |     | -    | 0      |